# Justine Ezarik
Justine Ezarik, connue comme iJustine dans ses activités en ligne, est une YouTubeuse américaine. Elle est née le 20 mars 1984 à Pittsburgh.

## Biographie
Justine Ezarik naît à Pittsburgh le 20 mars 1984 de Steve Ezarik, un charbonnier d'origine slovaque et de Michele Ezarik, professeure d'éducation physique. Elle a deux sœurs cadettes, Jenna et Breanne.
Selon The Hollywood Reporter, elle est en 2013 l'une des femmes ayant le plus d'abonnés sur YouTube.
En 2015, elle publie un livre I, Justine: An Analog Memoir, racontant les coulisses de sa vie.
Elle possède les chaînes YouTube iJustine, iJustinegaming, iJustineiphone, iJustinereviews et otheriJustine.
Elle est atteinte de Syndrome du défilé thoracobrachial.